# ウェンズデー (テレビドラマ)
『ウェンズデー』（英: Wednesday）は、『アダムス・ファミリー』のキャラクター、ウェンズデー・アダムスを主役にしたコメディホラーテレビドラマ。制作はアルフレッド・ガフとマイルズ・ミラー。主人公のウェンズデーをジェナ・オルテガが演じている。アダムス・ファミリーを演じるのは、キャサリン・ゼタ＝ジョーンズ、ルイス・ガスマン、アイザック・オルドネス、フレッド・アーミセン。ほかにグウェンドリン・クリスティー、リキ・リンドホーム、ジェイミー・マクシェーン、クリスティーナ・リッチらが出演している。監督、エグゼクティブ・プロデューサーを務めるティム・バートンは、8つのエピソードのうち4エピソードを監督している。
2022年11月23日にNetflixで全8話が一挙配信され、4週間で累計11.9億に及ぶ視聴時間を記録。第２シーズンの制作も決定した。

## ストーリー
高校を退学になったウェンズデー・アダムスは、彼女の両親であるゴメズとモーティシアがかつて通っていた「異常な才能を持つ子どもたち」を育成しているネヴァーモア学園に入学する。自分の超能力を充分にコントロールできず、同級生に溶け込めないウェンズデーは、謎のモンスターによる殺人事件を目撃し、調査することを決意する。

## キャラクター

### メインキャスト
ウェンズデー・アダムス
演 - ジェナ・オルテガ (遠藤璃菜)
幻視能力を持つティーンエイジャーで、頭脳明晰で多国語を操り、フェンシングの腕も一流の才女。趣味は小説の執筆。白と黒のファッションを好む、ゴス系の少女。ペットのサソリを殺されてから泣くことをやめて以降、感情表現を封印。高校で問題を起こしたため、両親によって特殊な能力を持つ、除け者たちの学校であるネヴァーモア学園に送られる。
ウェンズデー・アダムス（子供時代）
演 - カリーナ・ヴァラディ
ラリッサ・ウィームス
演 - グウェンドリン・クリスティー (きそひろこ)
ネヴァーモア学園の校長。学園の卒業生で、ウェンズデーの母親、モーティシア・アダムスとルームメイトだった。
ラリッサ・ウィームス（少女時代）
演 - オリバー・ウィッカム
ヴァレリー・キンボット博士
演 - リキ・リンドホーム (園崎未恵)
ウェンズデーのセラピスト。
ドノバン・ガルピン
演 - ジェイミー・マクシェーン (増元拓也)
モンスターによる殺人事件を調査するジェリコの保安官。ネヴァーモア学園の生徒に疑いを持っている。タイラーの父親でもある。
タイラー・ガルピン
演 - ハンター・ドゥーハン (岩中睦樹)
ガルピン保安官の息子で、ジェリコの街中のコーヒーショップ「風見鶏カフェ」で働いている。ウェンズデーに淡い恋心を抱いている。
マリリン・ソーンヒル
演 - クリスティーナ・リッチ (小島幸子)
ネヴァーモア学園の寮母を務める植物学の教師。ウェンズデーが学校になじむよう、気を使ってくれる存在。

### ネヴァーモア学園の生徒
イーニッド・シンクレア
演 - エマ・マイヤーズ (天野心愛)
ウェンズデーのルームメイト。明るく天真爛漫。カラフルでキュートなものが好きで、ウェンズデーとは全てが対照的な人狼族の少女。エイジャックスに恋心を抱いている。本来この歳ならば人狼族は狼へと変身できるようになっているのだが、未だに変身できていないことが悩み。
ゼイヴィア・ソープ
演 - パーシー・ハインズ・ホワイト（シーズン1のみ） (熊谷健太郎)
自分のアートに命を吹き込む能力を持つ。ウェンズデーとは10歳の時に一度出会っている。
ビアンカ・バークレー
演 - ジョイ・サンデー (高梁りつ)
ネヴァーモア学園の優秀な生徒で、人の心を操ることが出来るセイレーン族。ゼイヴィアの元彼女。
エイジャックス・ペトロポラス
演 - ジョージ・ファーマー (野津山幸宏)
石化能力を持つゴルゴン族の男子生徒で、普段はニット帽で蛇の髪の毛を隠している。
ユージーン・オッティンジャー
演 - ムーサ・モスタファ (永竹功幸)
ウェンズデーと仲良くなる、学園の養蜂クラブの唯一の部員。ハチを操る能力を持つ。森の中でモンスターに襲われた際、重傷を負い入院した。
ローワン・ラスロー
演 - カラム・ロス (善養寺恭平)
テレキネシス能力を持つ。母は予知能力者で、ウェンズデーが学園に災厄をもたらすと予言した。ウェンズデーの目の前でモンスターに襲われる。

### ネヴァーモア学園の教師
バリー・ドート
演 - スティーブ・ブシェミ（シーズン2）
オルロッフ教授
演 - クリストファー・ロイド（シーズン2）

### アダムス・ファミリー
モーティシア・アダムス
演 - キャサリン・ゼタ＝ジョーンズ (深見梨加)
長い髪に黒いロングドレスをまとったウェンズデーの美しい母。
モーティシア・アダムス（少女時代）
演　グウェン・ジョーンズ
ゴメズ・アダムス
演 - ルイス・ガスマン (辻親八)
醜悪な容姿のウェンズデーの父。妻とはべったりの愛妻家で、家族愛も深い。
ゴメズ・アダムス（青年時代）
演 - ルシアス・ホヨス
パグズリー・アダムス
演 - アイザック・オルドネス (永竹功幸)
いじめられっ子のウェンズデーの弟。
ラーチ
演 - ジョージ・バーシア
アダムス家の執事。
ハンド
演 - ビクター・ドロバントゥ
ウェンズデーの両親がウェンズデーの学園生活を見守るように派遣された"手だけの存在"。原語では"Thing"。
フェスター伯父さん
演 -フレッド・アーミセン (落合弘治)
ゴメズの兄でウェンズデーの伯父。

## エピソード
| 通算 話数 | タイトル             | 監督                   | 脚本                                                        | 公開日         |
| --- | -------------------- | ---------------------- | ----------------------------------------------------------- | -------------- |
| 1 | "水曜生まれの悲哀"   | ティム・バートン       | アルフレッド・ガフ & マイルズ・ミラー                       | 2022年11月23日 |
| ウェンズデーは、高校で弟のパグズリーをいじめた男子生徒に復讐したことが問題になり退学に。両親は、彼女を「異常な能力を持つために社会から追放された子どもたちのための学校」ネヴァーモア学園に入学させることに決める。一方、ネヴァーモア学園の近くではハイカーが未知の怪物に殺される事件が起きていた。ウェンズデーは謎の人物に命を狙われることで、怪物の事件に関わっていく。 |                      |                        |                                                             |                |
| 2 | "一人ぼっちの哀愁"   | ティム・バートン       | アルフレッド・ガフ & マイルズ・ミラー                       | 2022年11月23日 |
| ウェンズデーはモンスターによる殺人を目撃。それをガルパン保安官に話すが、殺されたと思っていた同級生ローワンが無傷で姿を現わし、改めて自分で事件の調査をすることを決意する。学園では学生同士がカヌーで競争するイベント「ポーカップ」が行われ、ウェンズデーは捜査のため、カヌー競技に参加。彼女ならではのやり方で勝利を目指す。                                             |                      |                        |                                                             |                |
| 3 | "友情の苦悩"         | ティム・バートン       | ケイラ・アルパート                                          | 2022年11月23日 |
| ウェンズデーは隠された図書館から見つけ出した一冊の本で、自分が災厄をもたらすのではないかと不安を抱く。街の地域交流イベントでボランティアをすることになったウェンズデーは幻視能力を発揮して、街の忌まわしい過去を知る。さらに彼女はモンスターに遭遇し、それが人間が変身したものであることを発見する。街に戻ったウェンズデーは式典のバンドに参加し騒動を起こす。           |                      |                        |                                                             |                |
| 4 | "すばらしき夜の憂鬱" | ティム・バートン       | ケイラ・アルパート                                          | 2022年11月23日 |
| ウェンズデーは検視局に侵入し犠牲者の殺され方に疑問を抱く。また、モンスターをまるで見たような絵を描くゼイヴィアに不信感を抱く。街と学校が開催するダンスパーティーが行われ、ひょんなことからウェンズデーも参加することに。一方、森の調査を約束していた同級生のユージーンはウェンズデーの調査のため一人で森に出かけるが……。                                                 |                      |                        |                                                             |                |
| 5 | "悲運の因果"         | ガンディア・モンテーロ | エイプリル・ブレア                                          | 2022年11月23日 |
| ネヴァーモア学園での保護者参観日。そこでウェンズデーは父、ゴメズが32年前にこの学園の生徒だった時代、ギャレット・ゲイツを殺害した疑いで逮捕された事を知る。当時から事件に関わっていたガルパン保安官は、彼を再逮捕。ウェンズデーは真相を暴いて父を釈放しようとゲイツの墓を暴く。                                                                                           |                      |                        |                                                             |                |
| 6 | "悪意の代償"         | ガンディア・モンテーロ | エイプリル・ブレア                                          | 2022年11月23日 |
| ウェンズデーの誕生日を友人たちがサプライズバースデーパーティーで祝ってくれる。その場でウェンズデーは先祖のグッディ・アダムスを幻視、グッディはある家を見つけよと語る。それは過去の父の事件に登場したゲイツの家だった。 |                      |                        |                                                             |                |
| 7 | "苦渋の決断"         | ジェームズ・マーシャル | アルフレッド・ガフ & マイルズ・ミラー ＆ マット・ランパート | 2022年11月23日 |
| 変わり者のフェスター伯父さんが現れ、怪物はハイドであることをウェンズデーに伝え、二人はモンスターについて詳しく書かれた「フォークナーの日記」を探す。ウェンズデーはタイラーからデートのやり直しを求められ、しぶしぶ霊廟（れいびょう）で会う約束をする。 |                      |                        |                                                             |                |
| 8 | "闇の中の殺意"       | ジェームズ・マーシャル | アルフレッド・ガフ & マイルズ・ミラー                       | 2022年11月23日 |
| ウェンズデーが問題を起こし、ウィームス校長のおとがめを受けるが、それは想像を絶する悪夢の始まりに過ぎなかった。長く暗躍してきた悪に打ち勝つには、友人全員の助けが必要だ 。 |                      |                        |                                                             |                |

## 製作

### 制作経緯
2020年10月、ティム・バートンが指揮を執るアダムス・ファミリー・プロジェクトが発表された。シリーズの制作はMGMテレビジョンが担当し、バートンが監督を務める。アルフレッド・ガフとマイルズ・ミラーがショーランナーを務め、さらにゲイル・バーマン、ジョン・グリックマン、アンドリュー・ミットマンとともにエグゼクティブ・プロデューサーも兼任する。
2021年2月、Netflixはこの作品を全8エピソードのシリーズとして発注した。2021年8月、ケイラ・アルパートがエグゼクティブ・プロデューサーとして加えられ、1.21、ティー＆チャールズ・アダムス財団、グリックマニアもシリーズをプロデュースすることになった。
2021年12月、ダニー・エルフマンがシリーズに参加し、クリス・ベーコンを共同作曲者としてオリジナル・テーマを作曲したことが報じられ、彼の「テレビへの最初の本格的な進出」となった。

### キャスティング
2021年5月19日、ジェナ・オルテガがタイトルロールにキャスティングされた。2021年8月6日、ルイス・グスマンがゴメズ・アダムス役で、2021年8月9日、キャサリン・ゼタ＝ジョーンズがモーティシア・アダムス役で未発表のままキャスティングされた。2021年8月27日、ソーラ・バーチ、リキ・リンドホーム、ジェイミー・マクシェーン、ハンター・ドゥーハン、ジョージー・ファーマー、ムーザ・モスタファ、エマ・マイヤーズ、ナオミ・J・オガワ、ジョイサンデー、パーシー・ハインズ・ホワイトがシリーズレギュラーとして追加されたと発表された。2021年9月15日、グウェンドリン・クリスティとビクター・ドロバントゥが主演に、アイザック・オルドネス、ジョージ・バーシア、トミー・アール・ジェンキンス、イマン・マーソン、ウィリアム・ヒューストン、ルヤンダ・ウナティ・ルイスニャウォ、オリバー・ワトソン、カルム・ロス、ジョナ・ディアス・ワトソンがレギュラーの配役でキャスティングされている。
2021年12月、バーチがシリーズを退場し、彼女のキャラクターである寮母タマラ・ノヴァックの配役は未定となった。2022年3月21日、1991年の映画と1993年の続編でウェンズデー・アダムスを演じたクリスティーナ・リッチがシリーズレギュラーとして起用されたことが発表された。2022年10月8日、フレッド・アーミセンがフェスター伯父さんを演じることが明らかになり、同時にリッチはマリリン・ソーンヒル役であることが確認された。

### 撮影
シリーズの撮影は、2021年9月13日にルーマニアのブシュテニで始まり、2022年3月30日に終了した。第1シーズンの撮影中の経験について、オルテガは、プロダクションの早い撮影スケジュールのため、同シリーズでの仕事を「非常にストレスが多く、混乱した」、「これまでで最も圧倒される仕事だった」と語っている。オルテガは、スージー・スーからインスピレーションを得て、ザ・クランプスの「Goo Goo Muck」のダンスを自ら振り付けた。シーズン2の撮影は2024年4月を開始予定としており、ロケ地はルーマニアからアイルランドへと変更になった。

## 公開
2022年11月16日にロサンゼルスのHollywood Legion Theaterで初放送され、11月23日にNetflixで8つのエピソードが一挙配信された。
配信開始1週間で3億4,123万時間という視聴時間を獲得。『ストレンジャー・シングス4』が保持していた記録を塗り替え、Netflix史上1週間で最も視聴された英語テレビシリーズとなった。

## スピンオフ
2023年12月19日、フェスターおじさんに焦点を当てたスピンオフドラマが開発中だと発表された。